# フィアットの車種一覧
フィアットの車種一覧（フィアットのしゃしゅいちらん）では、イタリアの自動車メーカー、フィアットから発売されている車種、以前発売していた車種について記述する。なおアバルトブランドの車種に関しては、当該記事を参照のこと。また、1949年以前の車種についても、日本語版の記事数が少ないことから割愛している。

## 現行車種
※は2024年5月現在、日本市場に導入されているモデル。